# Lista de territórios do Império Português

## A
- Acra (1557-1578)
- Açores - colónia (1427-1766); capitania-geral (1766-1831); antigo distrito além-mar (1831-1976); região autónoma desde 1976.
- Angola - colónia (1575-1589); colónia real (1589-1951); província ultramarina (1951-1971); estado (1971-1975). Tornou-se independente em 1975.
- Arguim - Feitoria, foi ocupada pelos Holandeses (1455-1633)[1][2].

## B
- Bahrein (1521-1602)[3][4][5]
- Bandar Abbas (Irão) (1506-1615)[6]
- Barbados - colónia portuguesa (1536-1620) conhecida como Ilha Os Barbados, invadida pelos Britânicos em 1620 e conquistada em 1662.[carece de fontes?]
- Brasil - possessão conhecida como Ilha de Vera Cruz, mais tarde Terra de Santa Cruz (1500-1530); Capitanias hereditárias (1530-1549); Governo-Geral (1549-1572); Governo do Norte[nota 1] (1572-1577); Estado do Brasil (1577-1815)[nota 2]; Reino do Brasil (1815-1822), que tornou-se independente, como Império do Brasil, em 1822.
  - Governo do Sul[nota 3] (1572-1577).
  - Estado do Grão-Pará e Maranhão[nota 4] (1621-1772).
  - Sete Povos das Missões - colónia (1750-1808).

## C
- Cabinda (atualmente parte de Angola) - protectorado (1883-1887); distrito do Congo (Português) (1887-1921); intendência subordinada a Maquela (1921-1922); dependência como distrito do Zaire (Português) (1922-1930); intendência do Zaire e Cabinda (1930-1932); intendência de Angola (1932-1934); dependência de Angola (1934-1945); restaurada como distrito (1946-1975); província da República de Angola desde 1975.
- Cabo Verde - colonização (1462-1495); domínio das colónias reais (1495-1587); colónia real (1587-1951); província ultramarina (1951-1974); república autónoma (1974-1975). Independência em 1975.
- Ceilão (atual Sri Lanka e Maldivas) - colónia (1597-1658). Os holandeses apoderaram-se do seu controlo em 1656, Jaffna usurpada em 1658.[7]
- Cisplatina (atual Uruguai) - colónia (1715-1822) Restituida a Portugal em 1715 pelo Tratado de Utrecht, Capitania do Reino Unido de Portugal, Brasil e Algarves em 1817, aderiu como província ao Império do Brasil em 1822 e tornou-se independente em 1827 com o nome de Uruguai.
- Costa do Ouro Portuguesa - (1482-1642), cedida à Costa do Ouro Holandesa em 1642

## D
- Daomé[carece de fontes?]
- Dianga[carece de fontes?]

## F
- Fernando Pó e Ano Bom - colónias (1474-1778). Cedidas à Espanha em 1778.[carece de fontes?]

## G
- Guiana Francesa - ocupação (1809-1817). Restituída à França em 1817.
- Guiné Portuguesa (actual Guiné-Bissau) - colónia (1879-1951); província ultramarina (1951-1974). Independência unilateral declarada em 1973, reconhecida por Portugal em 1974. 
  - Cacheu - capitania (1640-1879). União com Bissau em 1879.
  - Bissau - colonização sob Cacheu (1687-1696); capitania (1696-1707); abandonada (1707-1753); colónia separada de Cabo Verde (1753-1879). União com Cacheu em 1879.

## I
- Índia Portuguesa - província ultramarina (1946-1962). Anexada à Índia em 1961 e reconhecida por Portugal em 1974.
  - Baçaim - possessão (1535-1739)
  - Bombaim (também chamada de "Mumbai") - possessão (1534-1661)
  - Calecute - posto fortificado (1512-1525)
  - Cananor - possessão (1502-1663)[8][9]
  - Chaul - possesão (1521-1740)
  - Chittagong (1528-1666)[carece de fontes?]
  - Cochim - possessão (1500–1663)[10]
  - Coulão (1502-1661)
  - Cranganor - possessão (1536-1662)[11]
  - Damão - aquisição em 1559. União com a província ultramarina em 1946, Anexada à província ultramarina em 1946, Anexada à Índia em 1961 e reconhecida por Portugal em 1974.
  - Dadrá e Nagar-Aveli - aquisições em 1779. Ocupadas pela Índia em 1954.
  - Diu - oferecida em 1535 como recompensa por ajuda militar ao sultão do Gujarat. União com a província ultramarina em 1946, Anexada à província ultramarina em 1946, Anexada à Índia em 1961 e reconhecida por Portugal em 1974
  - Goa - colónia (1510-1946). Tornou-se parte de província ultramarina em 1946, Anexada à Índia em 1961 e reconhecida por Portugal em 1974.[12]
  - Hughli (1579-1632)[13]
  - Kalyan (??-??)
  - Mangalore (1568-1659)
  - Masulipatão (1598-1610)
  - Nagapattinam (1507-1657)
  - Paliacate (1518-1619)
  - Salsette (1534-1737)
  - São Tomé de Meliapore - colonização (1523-1662; 1687-1749)
  - Surate (1540-1612)
  - Thoothukudi (1548-1658)
- Indonésia (enclaves) Possesões portuguesas entre os séculos XVI-XIX.
  - Bante - Feitoria portuguesa (Século XVI-XVIII)[carece de fontes?]
  - Flores - Possesão portuguesa (século XVI-XIX)[carece de fontes?]
  - Macassar - Feitoria portuguesa (Século XVI-XVII)

## L
- Labrador (1492-1495)
- Laquedivas (1498-1545)[carece de fontes?]
- Liampó (1533-1545)

## M
- Macau - estabelecimento (1553-1557), território cedido pela China subordinado a Goa (1557-1844); província ultramarina conjunta com Timor-Leste (1844-1883); província ultramarina conjunta com Timor-Leste em relação a Goa (1883-1896); província ultramarina em relação a Goa (1896-1951); província ultramarina (1951-1976); território chinês sob administração portuguesa (1976-1999). Restituída à República Popular da China como região administrativa especial em 1999.
  - Península de Macau - estabelecimento dos portugueses em 1553 ou em 1554
  - Coloane - ocupação em 1864
  - Taipa - ocupação em 1851
  - Ilha Verde - incorporada em 1890
  - Ilhas Lapa, Dom João e Montanha - ocupação oficial (1938-1941). Tomada de novo ao Japão e restituída à China.
- Madeira - possessão (1418-1420); colónia (1420-1580); colónia real (1580-1834); distrito (1834-1976). Declarada região autónoma em 1976.
- Malaca - conquistada (1511-1641); perdida para os holandeses.[14]
- Maldivas - ocupação (1558-1573)[carece de fontes?]
- Marrocos (enclaves):
  - Ceuta - possessão (1415-1668)[15]. Foi cedida oficialmente à Espanha em 1668.[16]
  - Aguz (1506-1525)
  - Alcácer-Ceguer/El Qsar es Seghir (1458-1550)[17]
  - Arzila (1471-1550; 1577-1589). Retituída a Marrocos em 1589.
  - Azamor (1513-1541). Cidade restituída a Marrocos em 1541.
  - Essaouira (antigamente chamava-se "Mogador") (1506-1525)
  - Mazagão/El Jadida (1485-1550); possessão (1506-1769). Incorporação em Marrocos em 1769.
  - Safim (1488-1541)
  - Santa Cruz do Cabo de Gué/Agadir (1505-1541)
  - Tânger (1471-1662). Cedida à Inglaterra em 1662.
- Mascate (Omã) - possesão portuguesa subordinada ao Vice-Reino de Goa (1500-1650).[18][19][3]
- Melinde -  Feitoria portuguesa (1500-1630).
- Moçambique - possessão (1498-1501); subordinada a Goa (1501-1569); capitania-geral (1569-1609); colónia subordinada a Goa (1609-1752); colónia (1752-1951); província ultramarina (1951-1971); estado (1971-1974); governo de transição integrando representantes de Portugal e da Frelimo (1974-1975). Independência em 1975.
- Molucas
  - Amboina - colonização (1576-1605)
  - Ternate - colonização (1522-1575)
  - Tidore - colónia (1578-1605). Pilhada pelos holandeses em 1605.
- Mombaça (Quénia) - ocupação (1593-1638); colónia subordinada a Goa (1638-1698; 1728-1729). Sob a soberania do Omã desde 1729.

## N
- Nagasaki (1571-1639).[20][21] Utilizada pelos holandeses após expulsão portuguesa.[22]
- Nova Colónia do Sacramento - colónia (1680; 1683-1705; 1715-1777). Cedida à Espanha em 1777.

## O
- Ormuz - possessão subordinada a Goa (1515-1622). Incorporada no Império Safávida em 1622.
  - Forte de Queixome - construído na ilha de Qeshm, no Estreito de Ormuz (1621-1622)
  - Forte de Nossa Senhora da Conceição de Ormuz -  ilha de Gerun, no Estreito de Ormuz (1615-1622)

## Q
- Quíloa - possessão (1505-1512)

## S
- São João Baptista de Ajudá[23] - forte subordinado ao Brasil (1721-1730);[24] subordinada a São Tomé e Príncipe (1865-1869)[24]. Anexado a Daomé em 1961.[25]
- São Jorge da Mina (1482-1637)[26][27]. Ocupação holandesa em 1637.[26]
- São Tomé e Príncipe - colónia real (1753-1951); província ultramarina (1951-1971); administração local (1971-1975). Independência em 1975. União com a Ilha do Príncipe em 1753.
  - São Tomé - possessão (1470-1485); colónia (1485-1522); colónia real (1522-1641); administração durante a ocupação holandesa (1641-1648). Ocupação francesa em 1648.
  - Ilha do Príncipe - colónia (1500-1573). União com São Tomé em 1753.
- Sirião[28][29][30]
- Socotorá - possessão (1506-1511). Tornou-se parte do Sultanato Mari de Caxem e Socotorá.
- Sundiva (1602-1603) e (1609-1615).[31]

## T
- Timor-Leste - colónia subordinada ao Estado da Índia (1642-1844); subordinada a Macau (1844-1896); colónia separada (1896-1951); província ultramarina (1951-1975); reconhecimento da ONU como território não autónomo sob administração portuguesa (1960); república e proclamada independência unilateral, anexada à Indonésia (1975-1999), como província de Timor Timur.[carece de fontes?] Administração da ONU de 1999 até à Independência em 2002.
- Tanganica (actual Tanzânia) - estruturas comerciais portuguesas estabelecidas no litoral (1500-1630)[32][33].

## Z
- Zanzibar - possessão (1503-1698).[34][35] Tornou-se parte de Omã em 1698.[36]
- Ziguinchor (1645-1886).[37][38] Cedido aos franceses em 1886.[38]

## Ligações Externas
- HPIP - Património de Influência Portuguesa
- EVE - Enciclopédia Virtual da Expansão Portuguesa